# McLean (Virginia)
McLean ist ein Census-designated place im gemeindefreien Gebiet des Fairfax County im Norden Virginias und liegt in der Nähe von Washington, D.C. Das U.S. Census Bureau hat bei der Volkszählung 2020 eine Einwohnerzahl von 50.773 ermittelt. McLean stellt eine principal city der Metropolregion Washington dar.
McLean wurde 1910 gegründet und hat eine Fläche von 47,9 km².  Zum Gebiet von McLean gehört Langley, der Sitz der CIA.

## Bevölkerung
Die Einwohnerzahl McLeans in der Vergangenheit:

## Wirtschaft
In McLean befindet sich die Konzernzentrale von Mars.

## Post
Von Seiten des US Postal Service wird der Name McLean für ein größeres Gebiet verwendet (insbesondere für das benachbarte Tysons Corner), so dass viele Unternehmen, die dort ihren Sitz haben, McLean als Ort in ihrer Postadresse verwenden.